# CP Urbanos de Porto
 (mai 2024).
Si vous disposez d'ouvrages ou d'articles de référence ou si vous connaissez des sites web de qualité traitant du thème abordé ici, merci de compléter l'article en donnant les références utiles à sa vérifiabilité et en les liant à la section « Notes et références ».
Les CP Urbanos de Porto est un réseau de quatre lignes de train desservant l'agglomération de Porto, dans le nord du Portugal.

## Caractéristiques